# Coquillettia ajo
Coquillettia ajo är en insektsart som beskrevs av Knight 1968. Coquillettia ajo ingår i släktet Coquillettia och familjen ängsskinnbaggar. Inga underarter finns listade i Catalogue of Life.